# Agrostis aspera
Agrostis aspera é uma espécie de gramínea do gênero Agrostis, pertencente à família Poaceae.